# 骨女

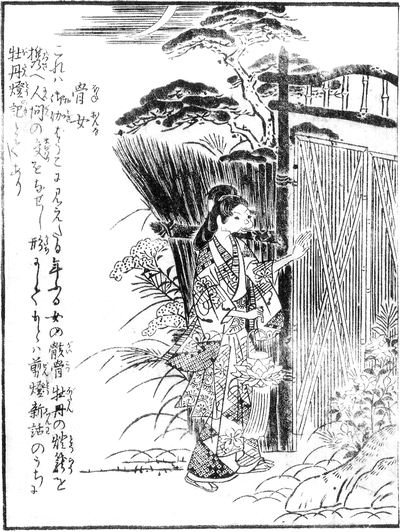
鳥山石燕《今昔畫圖續百鬼》的「骨女」

骨女（日语：ほねおんな）在鳥山石燕的《今昔畫圖續百鬼》有記載，外貌為骸骨模樣的女性妖怪。
其由來緣自淺井了意著作的《伽婢子的故事「牡丹燈籠」，此故事改編自中國明代小説《剪燈新話》的「牡丹燈記」。